# Torneo di Wimbledon 1928
Il Torneo di Wimbledon 1928 è stata la 48ª edizione del Torneo di Wimbledon e terza prova stagionale dello Slam per il 1928.
Si è giocato sui campi in erba dell'All England Lawn Tennis and Croquet Club di Wimbledon a Londra in Gran Bretagna. 
Il torneo ha visto vincitore nel singolare maschile il francese René Lacoste
che ha sconfitto in finale in 4 set il connazionale Henri Cochet con il punteggio di 6–1 4–6 6–4 6–2.
Nel singolare femminile si è imposta la statunitense Helen Wills Moody che ha battuto in finale in 2 set la spagnola Lilí de Álvarez.
Nel doppio maschile hanno trionfato Jacques Brugnon e Henri Cochet, 
il doppio femminile è stato vinto dalla coppia formata da Phoebe Watson e Peggy Saunders e 
nel doppio misto hanno vinto Elizabeth Ryan con Patrick Spence.

## Risultati

### Singolare maschile
René Lacoste hanno battuto in finale  Henri Cochet con il punteggio di 6–1 4–6 6–4 6–2

### Singolare femminile
Helen Wills Moody hanno battuto in finale  Lilí de Álvarez con il punteggio di 6–2, 6–3

### Doppio maschile
Jacques Brugnon /  Henri Cochet hanno battuto in finale  Gerald Patterson /  John Hawkes 13-11, 6–4, 6–4

### Doppio femminile
Phoebe Watson /   Peggy Saunders hanno battuto in finale  Ermyntrude Harvey /   Eileen Bennett con il punteggio di 6–2, 6–3

### Doppio misto
Elizabeth Ryan /  Patrick Spence hanno battuto in finale  Daphne Akhurst /  Jack Crawford con il punteggio di 7–5, 6–4